# Brahmapur (Népal)
Pour les articles homonymes, voir Brahmapur (homonymie).
Brahmapur (en népalais : ब्रहमपुर) est un comité de développement villageois du Népal situé dans le district de Saptari. Au recensement de 2011, il comptait 4 673 habitants.